# HD 37226
HD 37226，又名CP-54 854，SAO 234026、HR 1912，是一颗恒星，视星等为6.43，位于銀經262.7，銀緯-32.91，其B1900.0坐标为赤經5h 31m 45.3s，赤緯-54° -32.91′ 7″。